# Rhizotrogus ifranensis
Rhizotrogus ifranensis är en skalbaggsart som beskrevs av Baraud 1971. Rhizotrogus ifranensis ingår i släktet Rhizotrogus och familjen Melolonthidae. Inga underarter finns listade i Catalogue of Life.